# Payaso (canción)
«Payaso» es una canción del grupo de rock mexicano Molotov, incluido en el disco Un Tributo (a José José) de 1998. Fue lanzado como el primer y único sencillo del álbum hasta principios del año 2000.
La canción hace homenaje a la propia canción de "Payaso" que se lanzó originalmente en el álbum Reflexiones del año 1984.
El sencillo fue lanzado durante el descanso y relapso de la banda entre los años de 2000 y 2002 después del lanzamiento del álbum Apocalypshit de 1999.

## Lista de canciones del sencillo
1. «Payaso» (Versión Sencillo) –3:49
2. «Payaso» (Mijangos Mix) –4:50
3. «Payaso» (Versión Original de José José) –3:00[3]